# (22405) Gavioliremo
(22405) Gavioliremo (1995 OB) – planetoida z pasa głównego asteroid okrążająca Słońce w ciągu 3,47 lat w średniej odległości 2,29 j.a. Odkryta 19 lipca 1995 roku.